# Остапчук Володимир Валерійович
Володимир Валерійович Остапчук (нар. 27 вересня 1984, Умань) — український теле-радіоведучий, актор, стендап-комік. Ведучий пісенного конкурсу «Євробачення 2017», розважального шоу «Маска» та музичного талант-шоу «Співають всі» на телеканалі «Україна», ведучий шоу «Ліс рук» на телеканалі «Дім».

## Біографія
Народився і виріс в Умані на Черкащині. Здобув філологічну вищу освіту. У 2002 році вступив до Донецького університету економіки і торгівлі ім. Туган-Барановського.
У 2010 році приїхав до Києва в школу дикторів на СТБ.ю далі 1,5 роки працював на Першому автомобільному телеканалі.
У 2012 році в ефір виходила телепрограма «Мінус 1» на телеканалі «Перший автомобільний», співавтором та ведучим якої був Остапчук. У програмі він робив аналіз ситуацій на дорозі, зокрема й ДТП.

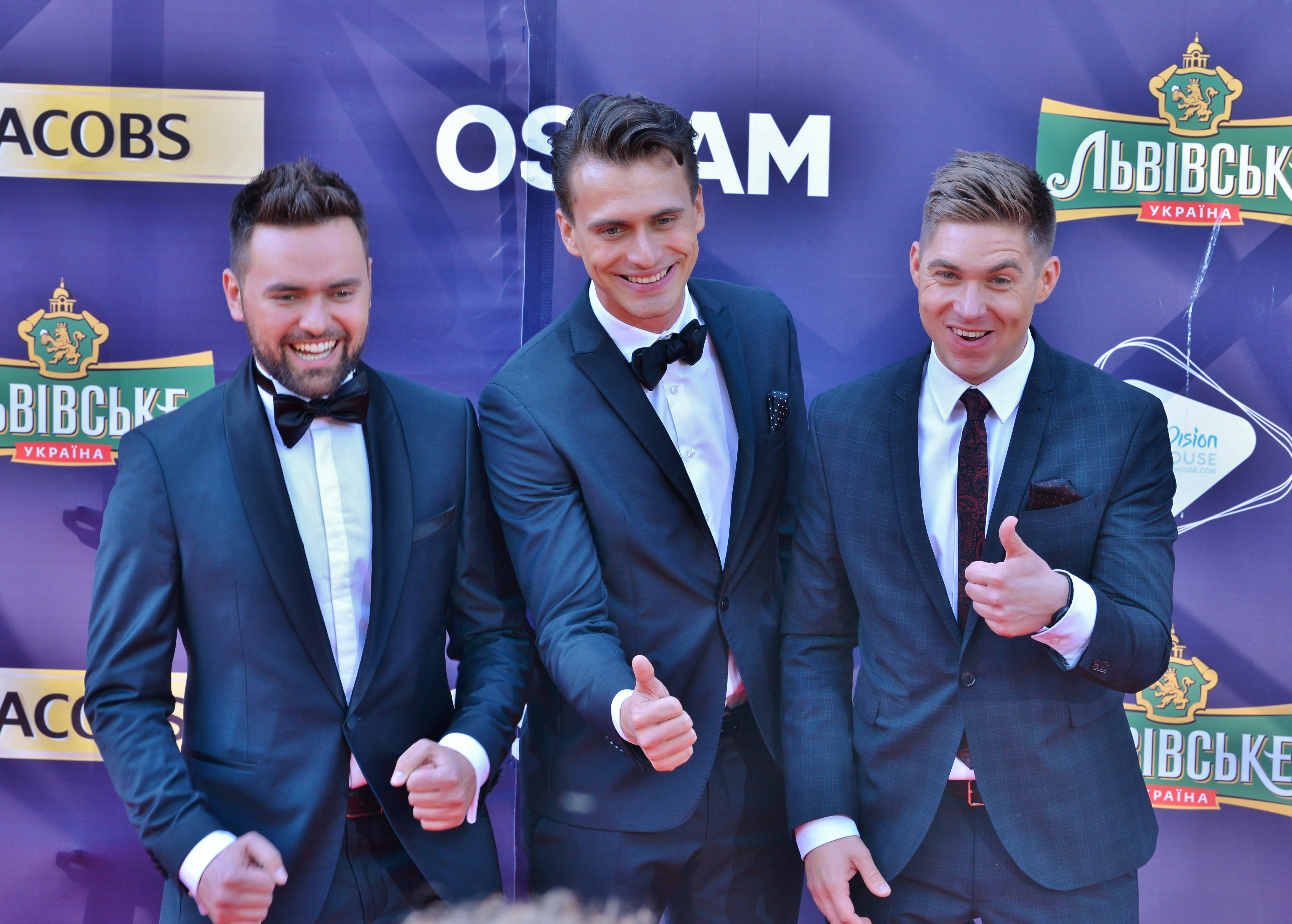
Мірошниченко, Скічко та Остапчук на церемонії відкриття Євробачення 2017

Працював диктором, радіоведучим, ведучим на різних телеканалах і в радіошоу (див. Проєкти).
Пробувався актором. Знявся в епізодичних ролях в серіалі «Повернення Мухтара».
У 2017 році емігрував до Торонто в Канаду, до2019 року повернувся до України.
У 2017 році пройшов кастинг і разом із Олександром Скічком та Тімуром Мірошниченком, став ведучим пісенного конкурсу «Євробачення-2017» в Києві.
Із серпня по листопад 2019 року Остапчук брав участь у шостому сезоні телешоу «Танці з зірками» на телеканалі «1+1». У парі з танцівницею Ілоною Гвоздьовою, він посів третє місце у півфіналі шоу.
У 2020 році почав кар'єру стендап-коміка і презентував авторську гумористичну програму «Незручний» Stand Up.
У 2020 році був ведучим розважального шоу «Маска» на телеканалі «Україна», адаптації формату The Masked Singer.
У 2021 році був ведучим музичного талант-шоу «Співають всі» на телеканалі «Україна».
У листопаді 2021 року, в День пам'яті жертв голодоморів, коли вся Україна згадувала жертв страшних голодоморів, брав участь в заході «Голодна туса» — гучній вечірці зі стриптизом, ставши автором даного мема.
У березні 2022 року вступив до Сил територіальної оборони ЗС України під час російського вторгнення в Україну.
У серпні 2023 року брав участь як запрошений зірковий гість у благодійному забігу Українського бігового клубу у Валенсії, який організував український бігун-ультрамарафонець Микола Таран.

## Особисте життя
- Колишня дружина Олена Сергіївна Войченко (2007—2020)
- Є дочка Емілія (2013) і син Еван-Олександр (2018).[12]
- Колишня дружина Христина Остапчук (Горняк, 2020—2022)[13].
- Дружина Катерина Полтавська (Остапчук), 10 грудня 2024 року в них народився син Тимофій.

## Проєкти

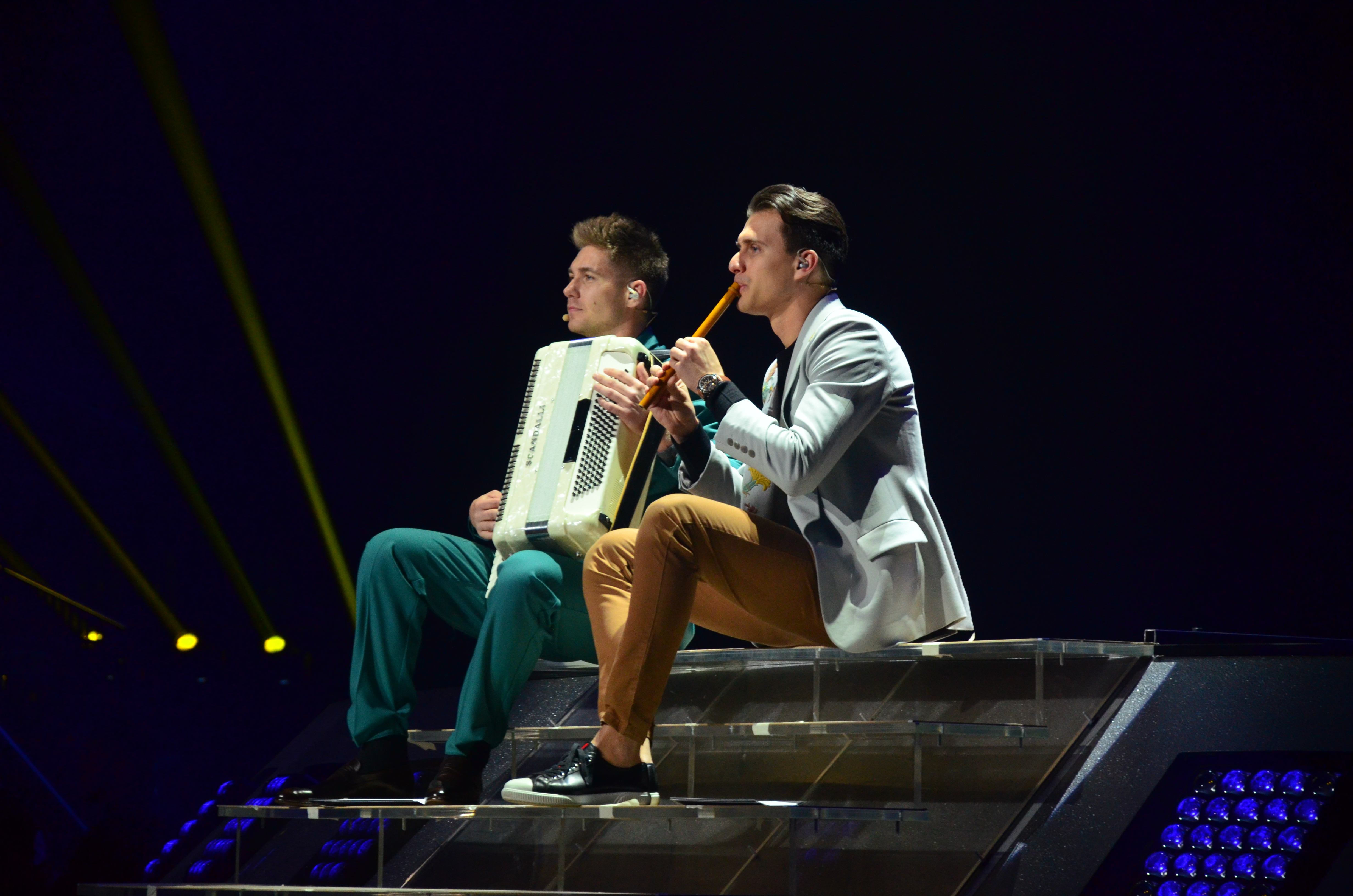
На сцені Євробачення 2017 зі Скічком

### Телебачення
- Богиня шопінгу «ТЕТ»
- Ікона стилю «ТЕТ»
- Автоакадемія «Перший автомобільний»
- Мінус 1 «Перший автомобільний»
- Великі танці «Інтер»
- Угон по-нашому «2+2»
- Пісенний конкурс Євробачення 2017 «Перший»
- Ранок з Україною «Україна»
- Інспектор. Міста «1+1»
- Танці з зірками «1+1»
- Король десертів «1+1»
- Маска «Україна»
- ДжонсоНьюз «Індиго TV»
- Прокидайся «Ми — Україна+»

### Радіо
- Хеппі Ранок «Хіт FM»
- Вечірнє шоу «Просто Ради. О»

## Фільмографія
- Повернення Мухтара-8 (2012) — Ігор Стеклов
- Побачення у Вегасі (2020) — Капітан літака

### Дублювання та озвучення українською
- Дрейк і Джош — (багатоголосе закадрове озвучення, Новий канал)
- Євангеліон — (двоголосое закадрове озвучення, QTV)
- Реготня з Такеші Кітано — (одноголосое закадрове озвучення, QTV)
- Невідома версія — читає текст (озвучення, СТБ)
- Кімната у Римі — (багатоголосе закадрове озвучення, Aurora Distribution)
- Крижане серце (2 частини) — Ганс (дубляж, Le Doyen)
- Крижана лихоманка — Ганс (дубляж, Le Doyen)
- Нескорений — (дубляж, Le Doyen)
- Гра на пониження — Джеймі Шиплі (дубляж, Le Doyen)
- Тор 2: Царство темряви — (дубляж, Le Doyen)
- П'ятдесят відтінків темряви — (дубляж, Le Doyen)
- Брати Супер Маріо в кіно — Маріо (дубляж, Le Doyen)
- Сусіди (2 частини) — (дубляж, Le Doyen)
- Агенти Щ. И. Т. — (дубляж, Le Doyen)
- Агенти U.N.C.L.E. — (дубляж, Постмодерн)
- Лелеки — (дубляж, Постмодерн)
- Ден проти — (багатоголосе закадрове озвучення, ISP Film на замовлення RU Music)

### Дублювання та озвучення російською
- Підстава — (російський дубляж, ТО ДіАр на замовлення TOPFilm Distribution)
- Невловимий Люк — (російський дубляж, ТО ДіАр на замовлення TOPFilm Distribution)
- Сверхвоїни — (російський дубляж, ТО ДіАр на замовлення Nickelodeon/SDI Media)
- Команда Умізумі — (російський дубляж, ТО ДіАр на замовлення Nickelodeon/SDI Media)
- Кращий гравець — (російський дубляж, ТО ДіАр на замовлення Nickelodeon/SDI Media)